# L. Bonneville

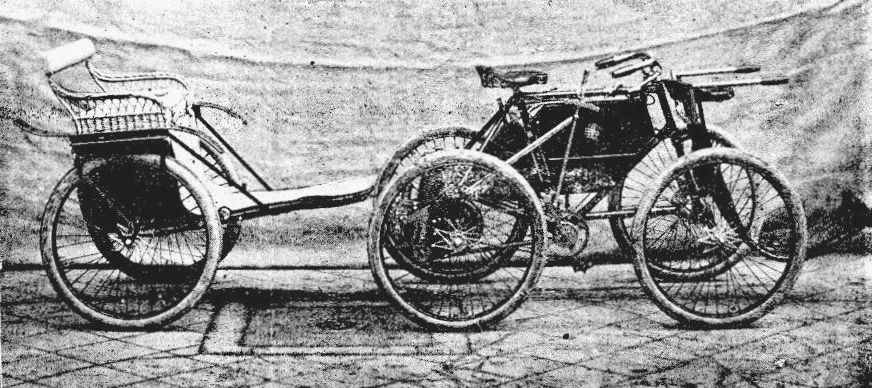
Bonneville Train-Cycle (1898)

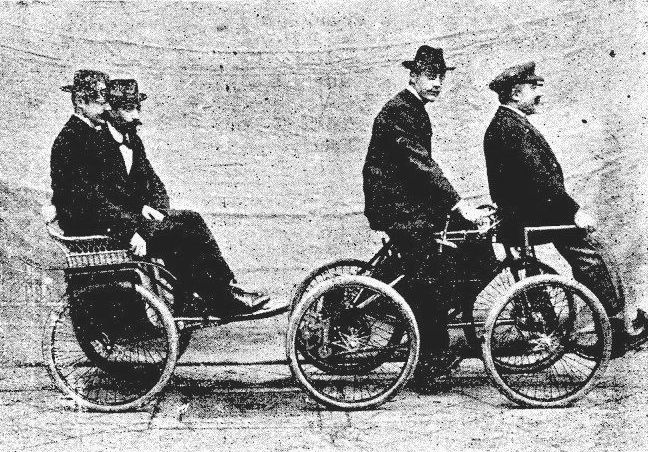
Train-Cycle mit Passagieren (1898)

L. Bonneville war ein französischer Hersteller von Fahrrädern und Automobilen.

## Unternehmensgeschichte
Das Unternehmen hatte seinen Hauptsitz am Boulevard Carnot 52 in Toulouse sowie weitere Fabrikanlagen in Biarritz und Villeneuve-sur-Lot. In den 1890er Jahren produzierte das Unternehmen Fahrräder. 1897 begann die Produktion von Automobilen in Toulouse. Etwa 1900 endete die Automobilproduktion. Es ist nicht bekannt, wann das Unternehmen aufgelöst wurde.

## Fahrzeuge
1898 wurde ein Train-Cycle als Gespann mit insgesamt vier Sitzplätzen beschrieben. Der Train-Cycle bestand aus der zweisitzigen, vierrädrigen Zugmaschine (Quadricycle), die einen einachsigen Anhänger mit zwei weiteren Sitzplätzen zog. Das Quadricycle wiederum war ein modifiziertes de Dion-Bouton-Tricycle mit gelenkter, zweirädriger Vorderachse. Eine Besonderheit war das Cazeneuve-Schaltgetriebe.
Ein weiteres Modell hatte einen Rohrrahmen als Fahrgestell. Für den Antrieb sorgte ein Einbaumotor von De Dion-Bouton, der im Heck montiert war. Die Fahrzeuge wiesen eine Hebellenkung auf.